# Sydney Rowell
Sir Sydney Fairbairn Rowell, KBE, CB (15 de dezembro de 1894 - 12 de abril de 1975) foi um tenente-general do Exército Australiano que serviu como Chefe do Estado-Maior General de 17 de abril de 1950 a 15 de dezembro de 1954. Como Vice-Chefe do Estado-Maior General de 8 de janeiro de 1946 a 16 de abril de 1950, ele desempenhou um papel fundamental na reorganização do Exército após a Segunda Guerra Mundial e na greve de carvão australiana de 1949. No entanto, ele é mais conhecido como o comandante que foi demitido na campanha da Trilha de Kokoda.
Como um jovem oficial, Rowell serviu em Gallipoli, mas teve de voltar para a Austrália com febre tifóide em janeiro de 1916. O fim da guerra fez com que Rowell ficasse mais atrás em relação aos seus contemporâneos com registros de guerra mais distintos, mas ele conseguiu alcançá-los ao longo do pós-guerra. Rowell passou cinco anos com o exército britânico ou em faculdades do estado-maior britânico, estabelecendo contatos valiosos com os seus colegas britânicos. Em 1939 foi nomeado chefe do Estado-Maior da 6ª Divisão e mais tarde do I corpo de exército, servindo nessa posição na Batalha da Grécia e na campanha da Síria-Líbano. Em 1942, ele comandou o I Corpo na campanha da Trilha de Kokoda, contudo foi demitido. A sua subida subsequente para Chefe do Estado-Maior General demonstrou que as circunstâncias da sua demissão em 1942 foram extraordinárias.